# Влашко
Вижте пояснителната страница за други значения на Влахия.
 Тази статия е за историческата област.  За историческата държава вижте Княжество Влахия.  
Влашко или Влахия (на румънски: Țara Românească, в превод „Романска страна“) е историко-географска област, разположена в съвременна Румъния. През XIV-XIX век областта е основа на Княжество Влахия.

## География
Влашко се намира на юг от Южните Карпати и на север от река Дунав, която е границата ѝ с България. Река Олт разделя Влашко на две области – Мунтения (на румънски: Muntenia, на български „Голяма Влахия“), чиято площ е 52 486 кв. км) и Олтения (на румънски: Oltenia, на български „Малка Влахия“), с площ 24 095 кв. км. Най-големият град във Влашко е румънската столица Букурещ, която е основана от Влад Цепеш. Областта има изключително равнинен релеф и обема т.нар. влашка низина, северно от река Дунав.

## История
В Античността на територията на Влашко от 107 до 256 г. (за 149 години) съществува римската провинция Дакия, наречена по името на тракийското племе даки, което е населява тези земи от дълбока древност.
Влашко е част от българската държава от основаването ѝ след преселението на прабългарите, водени от хан Аспарух (681), до падането на Първото българско царство под византийска власт през 1018 година. След това там е образувана византийската тема Паристрион, но властта на империята отвъд Дунав е по-скоро номинална и скоро е пометена от нашествията на печенеги, кумани и узи, които се установяват там смесвайки се със завареното българско население.
С възстановяването на България при Асеневци, земите на север от Дунав отново стават част от българската държава. През средата на 13 век францисканският монах и пътешественик Вилхелм де Рубрук пише, че Влахия принадлежи на Асен, т.е. на българския цар Михаил II Асен.
След 12 век според византийски, български и унгарски извори Влашко е гранична военна област на българската държава. В нея са назначавани князе или войводи (военни управители) и няма цар или крал като монарси, както е при съседните независими държави. От този период са и известните влахо-български грамоти на местните феодали.
От 1330 г. след победата в битката при Посада на Басараб I Влашко е фактически самостоятелно княжество. Но получава самодържавен статут при управлението на неговия син Йоан Никола Александър войвод. Един от неговите деспоти е Влад III Цепеш (1431 – 1476 г.), по-известен като граф Влад Дракула. След дълъг период на героична съпротива, в който той се отличава както с безгранична смелост така и с нечувана жестокост, граничеща със садизъм, до края на 15 век областта изцяло зависима от Османската империя. Имало само 64 години независимо съществуване след битката при Ровине в 1394 г., Влашко става васално на турците княжество, по време на Мирчо Стари задължено първоначално само да плаща данък на Османска империя, а по-късно е сведено владение чиито княз (каймакам) се назначава от султана, но османците никога не го превръщат в турски санджак подобно на завладените от тях земи южно от Дунав.
През 1600 г. за първи път се осъществява обединяване (при княз Михай Витязул) на Влашко с Трансилвания и Молдова, което обаче просъществува само една година.
От 1716 г. Високата порта започва да назначава за управители на областта гърци-фанариоти, с което се увеличава влиянието на Фенер и недоволството сред влашкото население. Управлението на фанариотите е свалено през 1821 г. след революцията, водена от Тудор Владимиреску. В същата година българинът Стефан Богориди e назначен от султана княз (каймакам) на Влашко. През 1831 г. е приет Органически устав на Влашко, а през 1859 г. заедно с Молдова образуват „Обединеното княжество Влашко и Молдова“ начело с Александру Йоан Куза. На 24 декември 1861 г. Александру Куза обявява независимостта на новата държава Румъния, но Румъния постига независимостта си едва след края на Руско-турската освободителна война през 1877 г. затова в румънската история тази война е наречена „Войната за независимост“. До края на съществуването му в 1859 – 61 г. официалният език на църквата и администрацията е старобългарският и неговата азбука – кирилицата. Въпреки че в говора на населението на новообразуваната държава Румъния тогава доминират славяно-български думи и изрази, азбуката по политически причини е сменена с латиница и се вземат мерки влахо-молдовсият език да се романизира.
По времето на националните борби за освобождение, Влашко става притегателен център и дава подслон на българските-революционери и въобще на свободомислещите българи. Тук се печатат множество български издания, активно действа както умерено либералната и така и революционната емиграция. В Букурещ е създаден БРЦК от Любен Каравелов и Васил Левски, Христо Ботев е негов секретар, в Гюргево е учреден Гюргевски революционен комитет вдигнал Априлското въстание.